# نويل ميلز
نويل ميلز (بالإنجليزية: Noel Mills)‏ هو مجدف نيوزيلندي، ولد في 13 يناير 1944 في أوكلاند في نيوزيلندا، وتوفي في 8 ديسمبر 2004.

## وصلات خارجية
- نويل ميلز على موقع الاتحاد الدولي للتجديف (الإنجليزية)
- نويل ميلز على موقع اللجنة الأولمبية الدولية (الإنجليزية)
- نويل ميلز على موقع أوليمبيديا (الإنجليزية)
- نويل ميلز على موقع اللجنة الأولمبية النيوزيلندية (الإنجليزية)